# Tipula cyclopica
Tipula cyclopica är en tvåvingeart som beskrevs av Alexander 1948. Tipula cyclopica ingår i släktet Tipula och familjen storharkrankar. Inga underarter finns listade i Catalogue of Life.